# John Tusa
Sir John Tusa junior (česky Jan Tůša) (* 2. března 1936 Zlín, Československo) je česko-britský historik, novinář a administrátor umění. V roce 1939 odešel s rodinou do Velké Británie, kde vystudoval historii a od roku 1960 pracoval v BBC, mimo jiné jako ředitel zahraničního vysílání (World Service). Od roku 1995 do roku 2007 byl výkonným ředitelem uměleckého centra Barbican v Londýně.

## Mládí v Británii
Po roce 1939 odešel s rodinou do Spojeného království, kde jeho otec John Tusa pracoval jako výkonný a později generální ředitel britské pobočky firmy Baťa v East Tilbury v Essexu.
John Tusa junior prožil mládí v sousední vesnici Horndon on the Hill. Vzdělání získal na školách St Faith's School, Gresham's School, Holt a na Trinity College na univerzitě v Cambridge, kde získal červený diplom v oboru Historie.

## Kariéra
V roce 1960 nastoupil jako nováček do BBC, kde uváděl pořady BBC´s Hours a Newsnight. V letech 1986 až 1993 pracoval jako výkonný ředitel BBC Word Service. Během devadesátých let uváděl zpravodajskou relaci BBC´s One O´Clock News. Měl na starosti zpravodajství BBC informující o předávání Hongkongu Číně v roce 1997.
Mimo své angažmá v BBC byl Tusa v roce 1993 prezidentem Wolfson College na univerzitě v Cambridge. Několik let byl předsedou rady Wigmore Hall v Londýně a v roce 2007 byl zvolen do předsednictva University of the Arts v Londýně. Rovněž přijal místo prezidenta Muzea Viktorie a Alberta, ale o měsíc později byl odvolán, jelikož byl jako ředitel University of the Arts v potenciálním střetu zájmů.
Tusa obdržel pamětní stříbrnou medaili Jana Masaryka během oslavy 100. výročí republiky od velvyslance České republiky 27. listopadu 2018 v Londýně.
John Tusa je rovněž autorem nebo spoluautorem těchto knih:
- Conversations with the World (BBC Books, 1990)
- A World in Your Ear (Broadside Books, 1992)
- Art Matters (Methuen, 1999)
- On Creativity (Methuen, 2003)
- The Janus Aspect (Methuen, 2005)
- Engaged with the Arts (IB Tauris, 2007)
- Pain in the Arts (IB Tauris, 2014)
- Making a Noise: Getting It Right, Getting It Wrong in Life, Arts and Broadcasting (W&N 2018)

Ve spolupráci s Ann Tusa
- The Nuremberg Trial (Macmillan, 1983)
- The Berlin Blockade (Hodder and Stoughton, 1988)